# Roubaix - Grand-Place (métro de Lille)
Pour les articles homonymes, voir Grand-Place (homonymie).
La station Roubaix - Grand-Place est une station de la ligne 2 du métro de Lille, située à Roubaix. Inaugurée le 18 août 1999, la station permet de desservir la Grand-Place de la commune.

## Situation
La station se situe sous la Grand-Place de Roubaix entre l'église Saint-Martin et l'hôtel de ville. Elle dessert le quartier Anseele - Centre - Nations unies - Crouy - Espérance.
Elle est située sur la ligne 2 du métro de Lille entre les stations Eurotéléport et Gare Jean-Lebas Roubaix, toutes deux à Roubaix.

## Origine du nom
La station doit son nom à la Grand-Place de Roubaix qu'elle dessert.

## Histoire
Lors de la construction de la station de métro, des fouilles archéologiques ont été menées dès 1990.
La station de métro est inaugurée le 18 août 1999.

## Architecture
La station est l'œuvre de Yves Lecroat et Bernard Vignoble. Un Paul Hémery orne l'intérieur de la station. Ce dernier fait partie du groupe de Roubaix.
Cette station comporte deux accès et un ascenseur en surface, il y trois niveaux.
- niveau - 1 : salle des billets
- niveau - 2 : niveau intermédiaire permettant de choisir la direction du trajet
- niveau - 3 : voies centrales et quais opposés

- Architecture intérieure

"Architecture
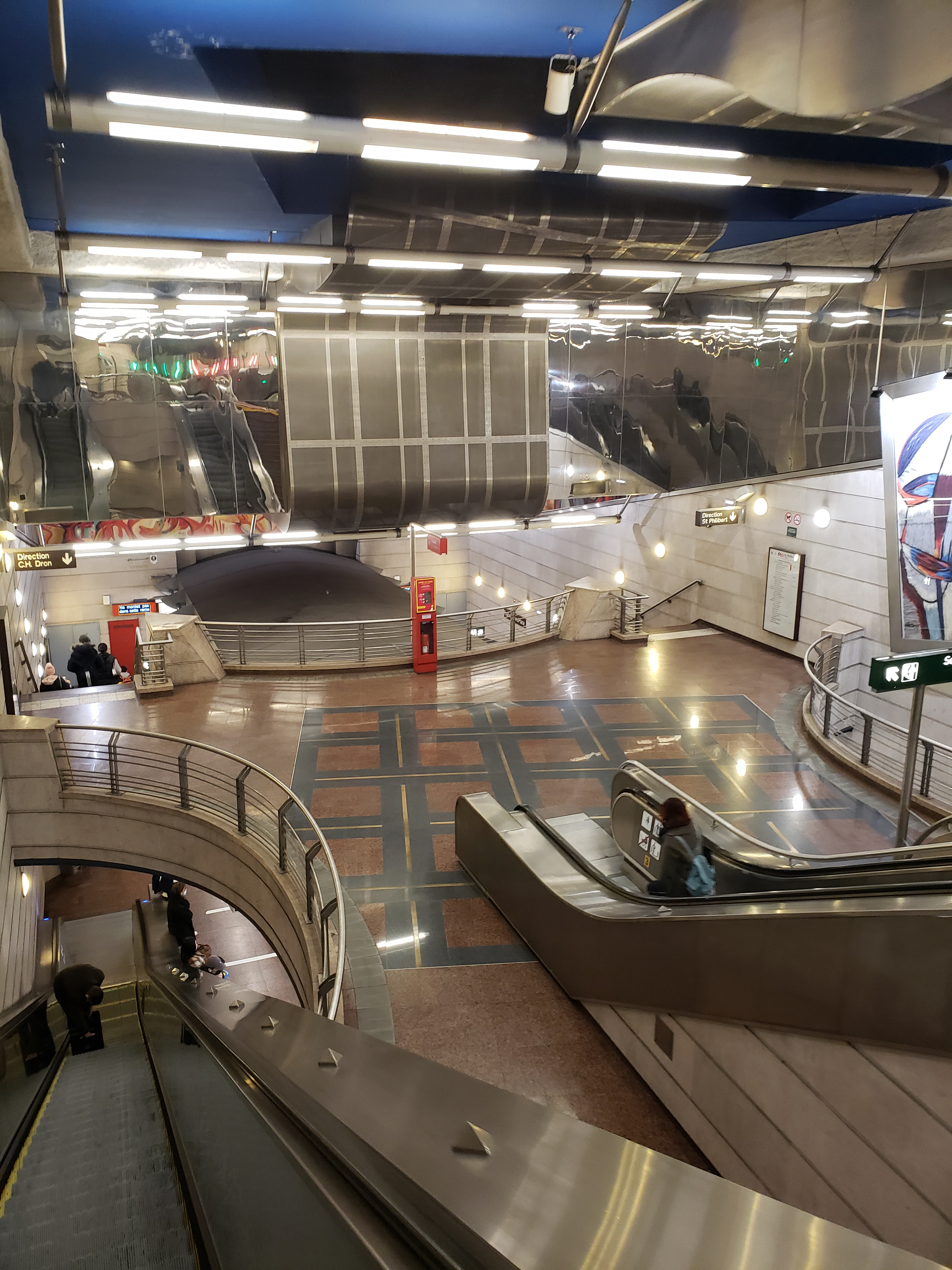
Vue générale de la mezzanine

## Correspondance
La station n'est desservie par aucune ligne de bus.

## À proximité
- Grand-Place de Roubaix
- Hôtel de ville de Roubaix
- Église Saint-Martin de Roubaix
- Médiathèque de Roubaix
- Musée La Piscine